# جبل بوقرنين
جبل بُوقَرْنِين هو جبل يقع في الشمال الشرقي التونسي قرب مدينة حمام الأنف. يبلغ ارتفاعه 576 م. يحتوي الجبل على محمية وطنية الحديقة الوطنية ببوقرنين . سمّي بجبل بوقرنين نظرا لوجود قمتين في أعلاه، التي يبلغ ارتفاعهما 576 م و493 م. يمتد على مسافة 3600 م على الخط شمال-جنوب و1800 م على الخط شرق-غرب.

## المنتزه الوطني

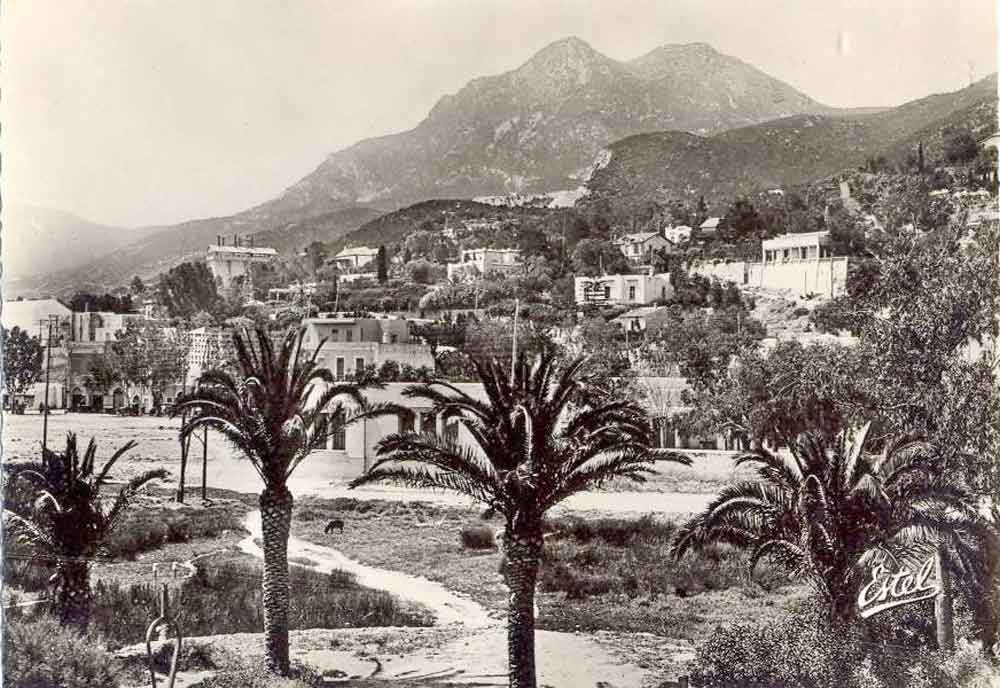
جبل بوقرنين ومدينة حمام الأنف حوالي عام 1900
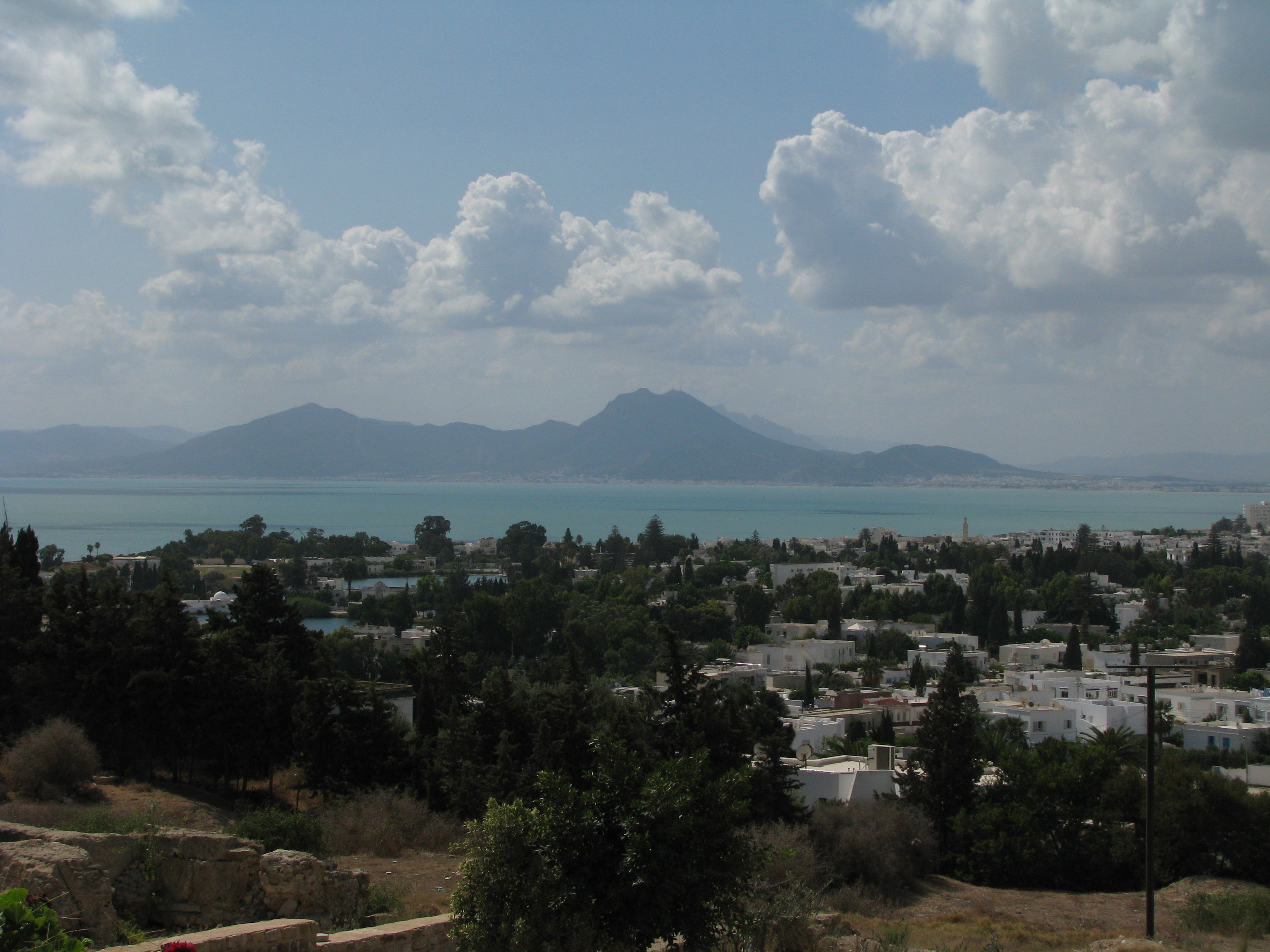
جبل بوقرنين كما يُرى من مدينة قرطاج
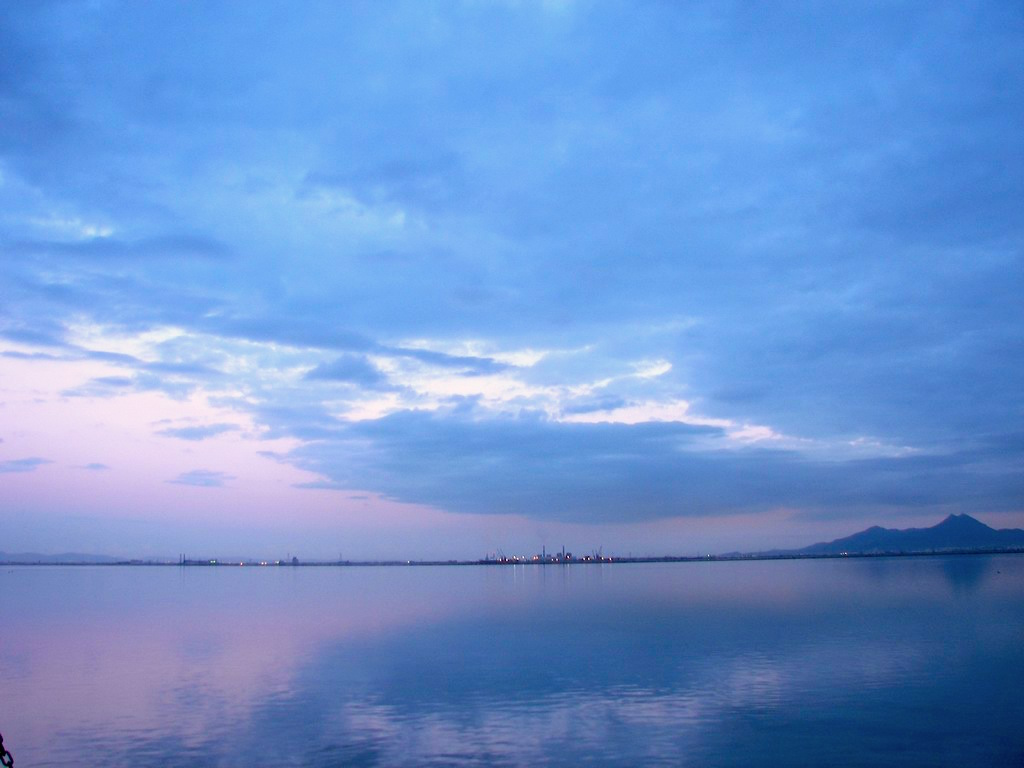
جبل بوقرنين كما يُرى من بحيرة تونس
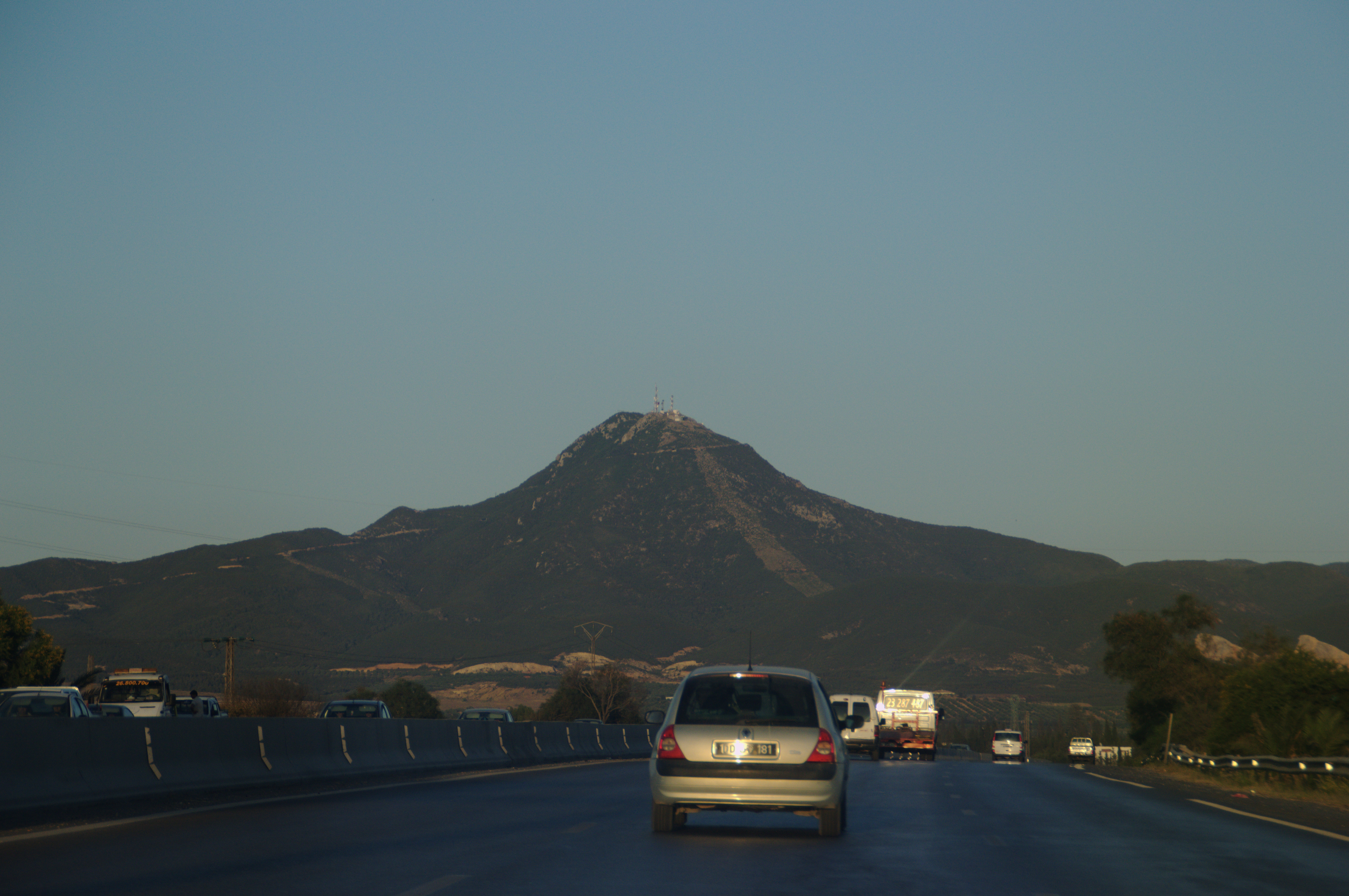
جبل بوقرنين كما يُرى من الطريق السيارة 1
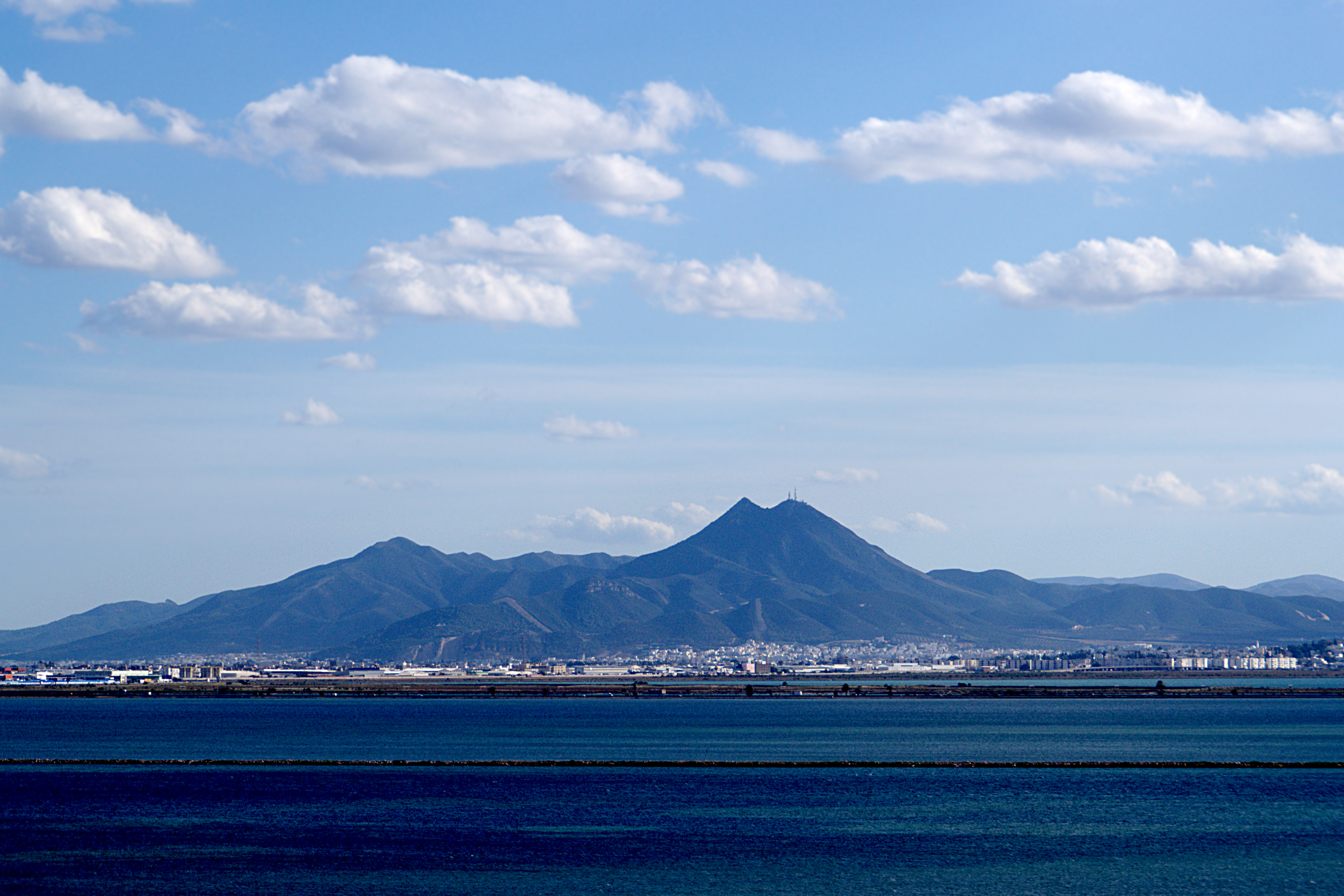
جبل بوقرنين، مشهد من تونس عام 2013